# Milos Raonic
Milos Raonic (født 27. december 1990) er en canadisk tennisspiller. Han repræsenterede sit land under Sommer-OL 2012 i London. Her blev han slået ud i anden runde i single.